# レコアーロ・テルメ
レコアーロ・テルメ（伊: Recoaro Terme）は、イタリア共和国ヴェネト州ヴィチェンツァ県にある、人口約6,100人の基礎自治体（コムーネ）。

## 地理

### 位置・広がり

#### 隣接コムーネ
隣接するコムーネは以下の通り。括弧内のTNはトレント自治県、VRはヴェローナ県所属を示す。
- アーラ (TN)
- アルティッシモ
- クレスパドーロ
- セルヴァ・ディ・プローニョ (VR)
- トッレベルヴィチーノ
- ヴァルダーニョ
- ヴァッラルサ (TN)
- ヴァッリ・デル・パズービオ

### 気候分類・地震分類
気候分類では、zona E, 2879 GGに分類される。
また、イタリアの地震リスク階級 (it) では、zona 2 (sismicità media) に分類される。

## 行政

### 分離集落
レコアーロ・テルメには、以下の分離集落（フラツィオーネ）がある。
- Fongara, Merendaore, Parlati, Rovegliana, Recoaro Mille

## 姉妹都市
- ノイシュタット・アン・デア・ドナウ（ドイツ語版）、ドイツ 1989年